# Zsámboki Miklós
Zsámboki Miklós, Schambach (Körmöcbánya, 1890. szeptember 11. – Budapest, 1961. december 8.) magyar gordonkaművész. Popper Dávid utolsó növendékeinek egyike. Bátyja Zsámboky Pál (1893–1952) hitoktató, plébános.

## Élete
Zsámboki Gyula (1860–1919) főgimnáziumi tanár és Pöschl Evelina (1860–1927) fiaként született. Az első világháborúban katonai szolgálatot teljesített huszárfőhadnagyi rangban. 1919–21 között a Nemzeti Zenede tanára volt, közben az Operaház zenekarában is működött rövid ideig. 1921–1959 között a Zeneművészeti Főiskola tanára.
Az 1920–30-as években szólistaként és mint kamarazenész a hazai zenei élet fontos alakja volt. Számos külföldi hangversenyutat tett (Olaszország, Ausztria, Svájc, Spanyolország és Afrika egyes helyei).

### Munkássága
Több kamaraegyüttesben is játszott:
- 1920–1935: Hubay-vonósnégyes
- 1923–1927. Melles-vonósnégyes
- 1927–1931. Kerntler–Koncz–Zsámboki-trió
- Később: Ringer–Zsolt–Zsámboki-trió

Tanítványa volt többek között Perényi Miklós, Banda Ede, Záborszky Kálmán, Pejtsik Árpád, Daróczi Bárdos Tamás.
Pedagógiai munkákat is publikált: háromkötetes hangsortanulmánya 1924-ben jelent meg, Tört hármas- és négyeshangzat tanulmányok gordonkára c. műve pedig 1956-ban a Zeneműkiadónál.